# Gare d’Arnage
Gare d’Arnage vasútállomás Franciaországban, Arnage településen.

## Vasútvonalak
Az állomást az alábbi vasútvonalak érintik:
- Tours–Le Mans-vasútvonal

## Kapcsolódó állomások
A vasútállomáshoz az alábbi állomások vannak a legközelebb:
- Gare du Mans (Gare du Mans, Tours–Le Mans-vasútvonal)
- Gare de Laigné - Saint-Gervais (Gare de Tours, Tours–Le Mans-vasútvonal)